# Casa Alsina
Casa Alsina és un habitatge del municipi de Cardedeu (Vallès Oriental) inclòs en l'Inventari del Patrimoni Arquitectònic de Catalunya.

## Descripció
És un edifici d'habitatge entre mitgeres de façana plana acabada en balustrada. És de composició simètrica amb planta baixa i dues plantes amb obertures amb llinda plana i balcons i finestres reixades a la planta baixa. Entre les finestres del primer pis hi ha dos rombes amb la inscripció: "Any 1901". A la planta baixa destaca el reixat de les finestres amb tema vegetal. El llenguatge formal del conjunt és neoclàssic.